# Vogelrevalidatiecentrum Zundert
Vogelrevalidatiecentrum Zundert is een vogelopvangcentrum, gelegen te Zundert. Het opvangcentrum beschikt over een dierentuinvergunning.